# Adam von Fulda
Adam von Fulda (* cca. 1445 Fulda; † 1505 Wittenberg ) a fost un compozitor și muzicolog german. A scris în special muzică religioasă, inclusiv o mesă, precum și tratatul de teorie a muzicii De Musica.
1. ↑  Adam, von Fulda, 1445?-1505, KANTO
2. 1 2  Adam von Fulda, Musicalics, accesat în 9 octombrie 2017
3. 1 2  Adam of Fulda, SNAC, accesat în 9 octombrie 2017
4. 1 2  Adamo di Fulda, Enciclopedia Sapere
5. ↑  Adam Fuldensis, opac.vatlib.it
6. ↑  Adam de Fulda, Gran Enciclopèdia de la Música
7. ↑  Adam von Fulda, Muziekweb
8. ↑  IdRef, accesat în 5 martie 2020